# Varano de' Melegari
Varano de' Melegari (Varàn di Melgär in dialetto parmigiano) è un comune italiano di 2 613 abitanti della provincia di Parma situato nella bassa valle del Ceno a circa 30 km dal capoluogo.

## Storia
Il territorio di Varano, legato strettamente al torrente Ceno, risultava abitato già in epoca preistorica; sono infatti riemersi vari reperti in selce del Paleolitico e alcuni oggetti in ceramica dell'Età del bronzo.
Verso il III secolo a.C. la zona ospitava alcuni insediamenti dei Liguri, che nel II secolo a.C. assorbirono la cultura dei Celti, dei quali si conservano i resti di una necropoli in prossimità della frazione di Vianino.
L'arrivo dei Romani frazionò il territorio varanese nelle due diverse giurisdizioni di Parma e Velleia, che furono collegate alla vallata attraverso nuove strade; risale proprio all'età imperiale l'origine del nome di Varano, derivato dalla gens Varia, che era proprietaria di numerose terre nei pressi del torrente Ceno.
Nel V secolo, in seguito al crollo dell'impero romano, la zona fu occupata dai Goti, ai quali subentrarono nel VI secolo i Longobardi.
Tra l'VIII e l'XI secolo iniziarono a sorgere i primi castelli ed edifici religiosi, tra cui la pieve di Serravalle, costruita sul luogo di un preesistente tempio pagano dedicato alla dea Diana, e la cappella di Careno, nata probabilmente nel 1044.
Nell'XI secolo l'importante famiglia dei Pallavicino estese i propri domini sulla zona, che fu inglobata nel vasto Stato Pallavicino, formalmente dipendente dal Sacro Romano Impero ma di fatto gestito in piena autonomia dai marchesi, che riedificarono il castello di Varano. Tra i notai al servizio della potente famiglia si ebbe la dinastia dei Melegari, donde il nome che fu aggiunto alla località per distinguerla dalla non lontana Varano dei Marchesi, anch'essa appartenente ai Pallavicino.
Il maniero, strategico per la sua posizione, fu ricostruito nel 1208 per volere del Comune di Parma, Nel 1249 l'imperatore del Sacro Romano Impero Federico II di Svevia investì il marchese Oberto II Pallavicino del feudo di Varano.
Nel 1405 Rolando il Magnifico entrò in guerra con i Rossi e i Terzi per il controllo di alcuni luoghi strategici della pianura parmense; il castello fu allora conquistato da Ottobuono de' Terzi, che lo consegnò ai Visconti.
Nel 1431 Rolando Pallavicino fu investito del feudo di Varano dal duca Filippo Maria Visconti. Tuttavia nel 1441 Niccolò Piccinino convinse il milanese del tradimento del marchese e si fece incaricare di conquistare lo Stato Pallavicino; attaccato su più fronti, il Pallavicino fu costretto alla fuga e tutti i suoi feudi furono incamerati dal duca di Milano. Nel 1445 Rolando diede prova di lealtà al Visconti, che acconsentì alla restituzione di quasi tutte le terre confiscate, a eccezione di Monticelli d'Ongina e alcuni altri feudi donati al Piccinino.
Nel 1480 il castello passò agli Sforza e fu subito alienato dal duca Gian Galeazzo al marchese Gianfrancesco I Pallavicino di Zibello. Nel 1526, alla morte del marchese Bernardino, il feudo fu frazionato tra i suoi due figli Pallavicino e Gian Francesco, i cui eredi si spartirono il territorio fino al 1588, quando lo Stato Pallavicino fu soppresso dal duca Alessandro Farnese, che ne annetté il territorio al ducato di Parma e Piacenza; i marchesi tuttavia conservarono il possesso del castello e mantennero alcuni privilegi sulla zona, tra cui la facoltà di promulgare leggi, amministrare la giustizia e nominare le cariche pubbliche.
Nel 1782 morì l'ultimo marchese Ercole Pallavicino, arciprete della pieve di Cusignano, estinguendo il ramo di Varano della casata; tutti i suoi beni furono ereditati dai marchesi Bergonzi, che mantennero i diritti feudali fino al 1805, quando gli editti napoleonici sancirono la loro abolizione; fu nominato allora il primo sindaco (o maire) del comune.
In seguito alla Restaurazione Varano entrò definitivamente a far parte del ducato di Parma e Piacenza, alle dipendenze di Borgo San Donnino (l'odierna Fidenza); il territorio comunale fu esteso nel 1870 alle due frazioni di Vianino e Viazzano.
Durante la seconda guerra mondiale nella zona si radunarono numerosi gruppi di partigiani; i rastrellamenti subiti dalle popolazioni da parte dell'esercito tedesco culminarono nell'eccidio del Dordia del 10 gennaio del 1945, in cui persero la vita 17 uomini.
Dal 1994 Varano de' Melegari fu inserita tra le città decorate al Valor Militare per la Guerra di Liberazione, in quanto insignita della Medaglia di Bronzo al Valor Militare per i sacrifici delle sue popolazioni e per la sua attività nella lotta partigiana.

### Simboli
(Descrizione araldica dello stemma)
(Descrizione araldica del gonfalone)
Lo stemma comunale deriva da un affresco medievale all'interno della pieve di San Lorenzo di Serravalle, dove eran dipinte pure le lettere C.A che lo fanno attribuire alla famiglia
Castelletti, insigniti del titolo nobiliare nel 1463 da parte del duca di Milano Francesco Sforza.

### Onorificenze
Il Comune di Varano de' Melegari è tra le città decorate al valor militare per la guerra di liberazione, insignito della medaglia di bronzo al valor militare per i sacrifici delle sue popolazioni e per l'attività nella lotta partigiana durante la seconda guerra mondiale:

## Monumenti e luoghi d'interesse

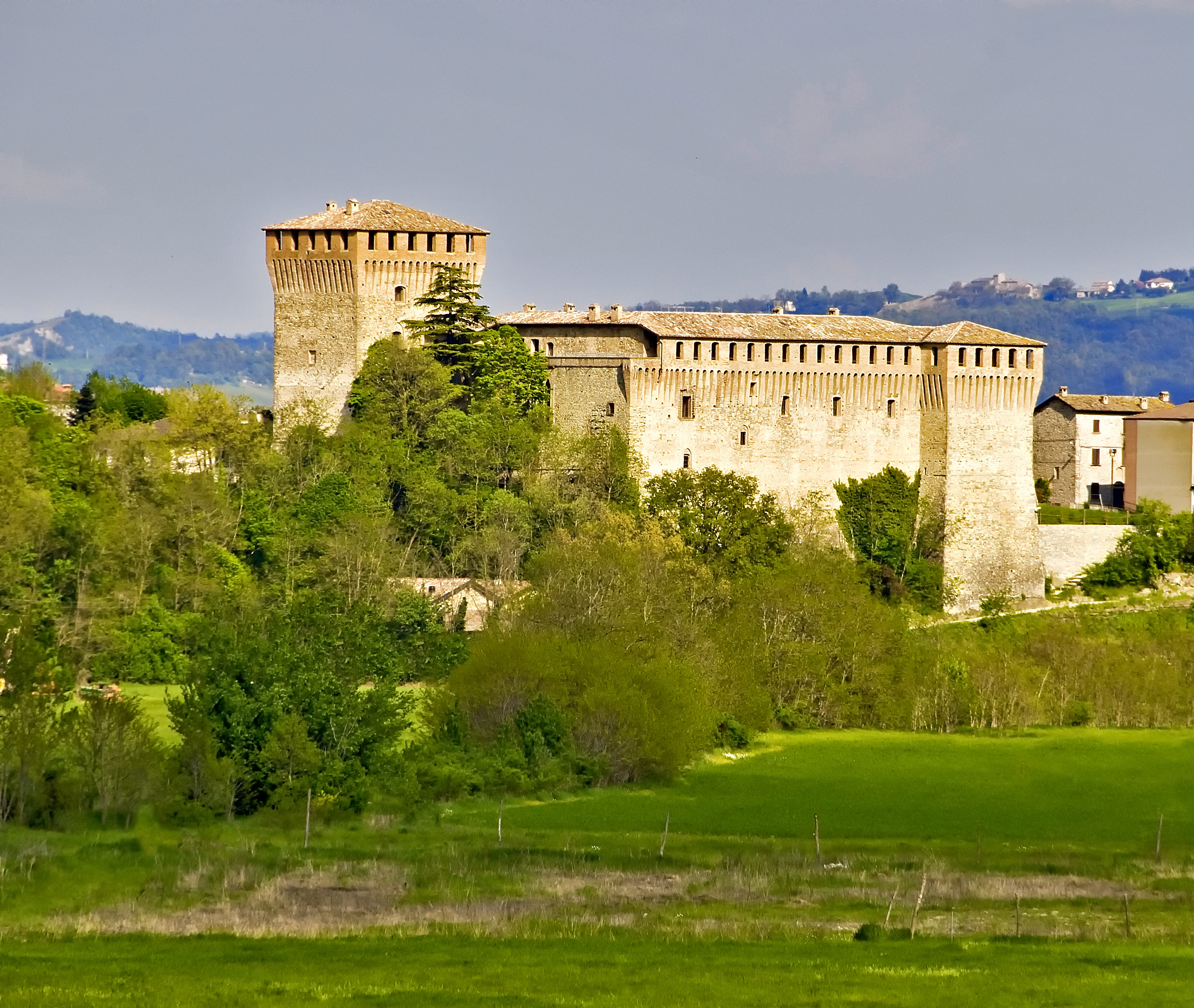
Il castello di Varano de' Melegari visto dal torrente Ceno

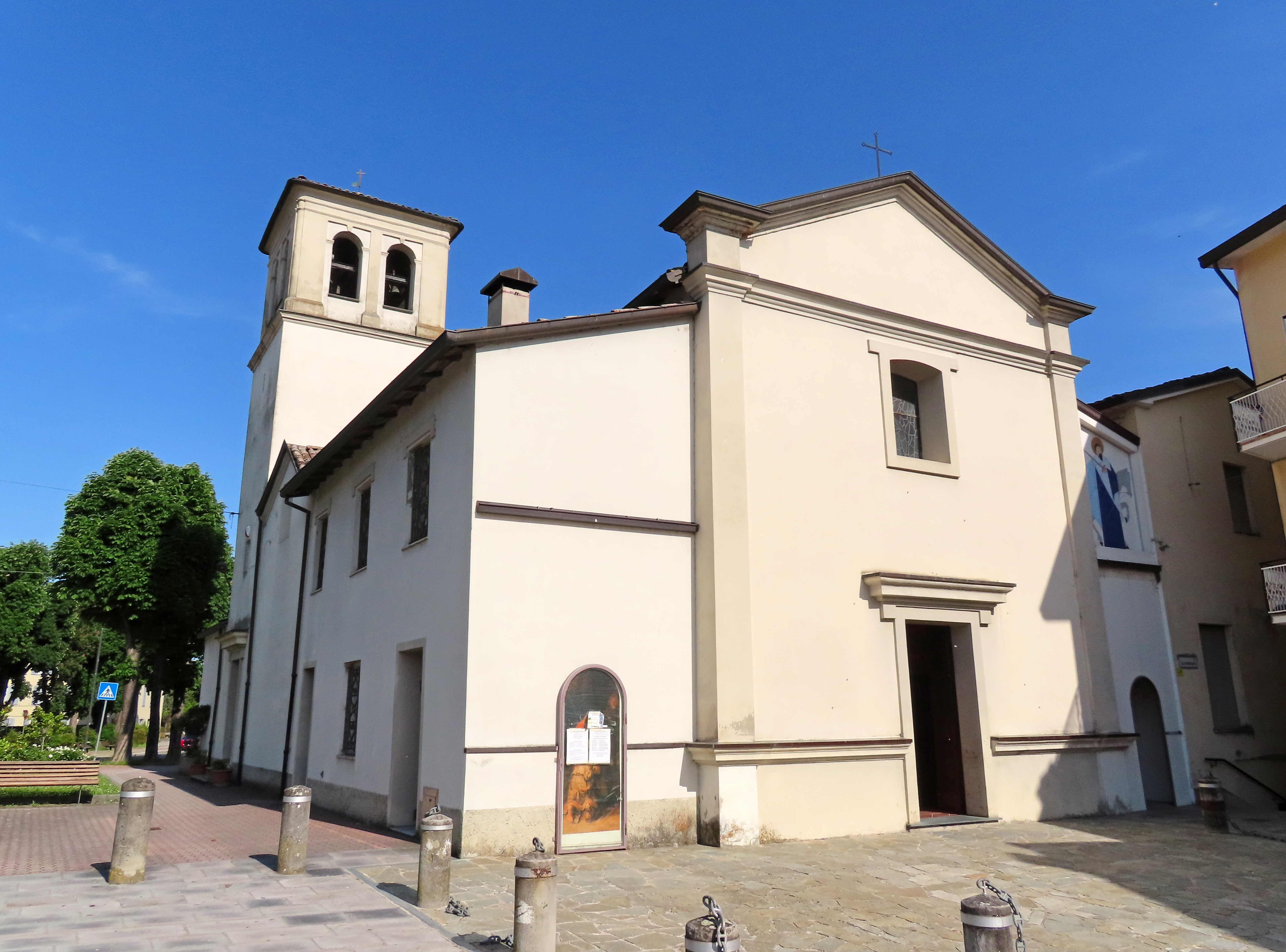
Chiesa di San Martino - facciata e lato nord

Il monumento storico più importante di Varano de' Melegari è il castello medievale, edificato originariamente forse nell'XI secolo, menzionato nella Cronaca Pallavicina del 1087 e ricostruito nel 1208 dai marchesi Pallavicino; caduto nelle mani dei Visconti agli inizi del XV secolo, il maniero fu fortificato e adeguato alle esigenze belliche dell'epoca; riconquistato da Rolando Pallavicino nel 1452, rimase all'importante casata fino al 1805, quando se ne impossessò la nobile famiglia Grossardi; acquistato dalla famiglia Levacher, nei primi anni del XX secolo fu restaurato internamente dall'ingegner Rolando Levacher; alienato alla famiglia Tanzi nel 1965, il castello fu acquistato nel 2001 dal Comune di Varano de' Melegari che lo aprì al pubblico. Oltre alle numerose sale interne, la fortezza conserva le antiche prigioni, che nel 1442 ospitarono Annibale I Bentivoglio, liberato rocambolescamente il 6 giugno del 1443 da Galeazzo Marescotti e altri quattro guelfi bolognesi.

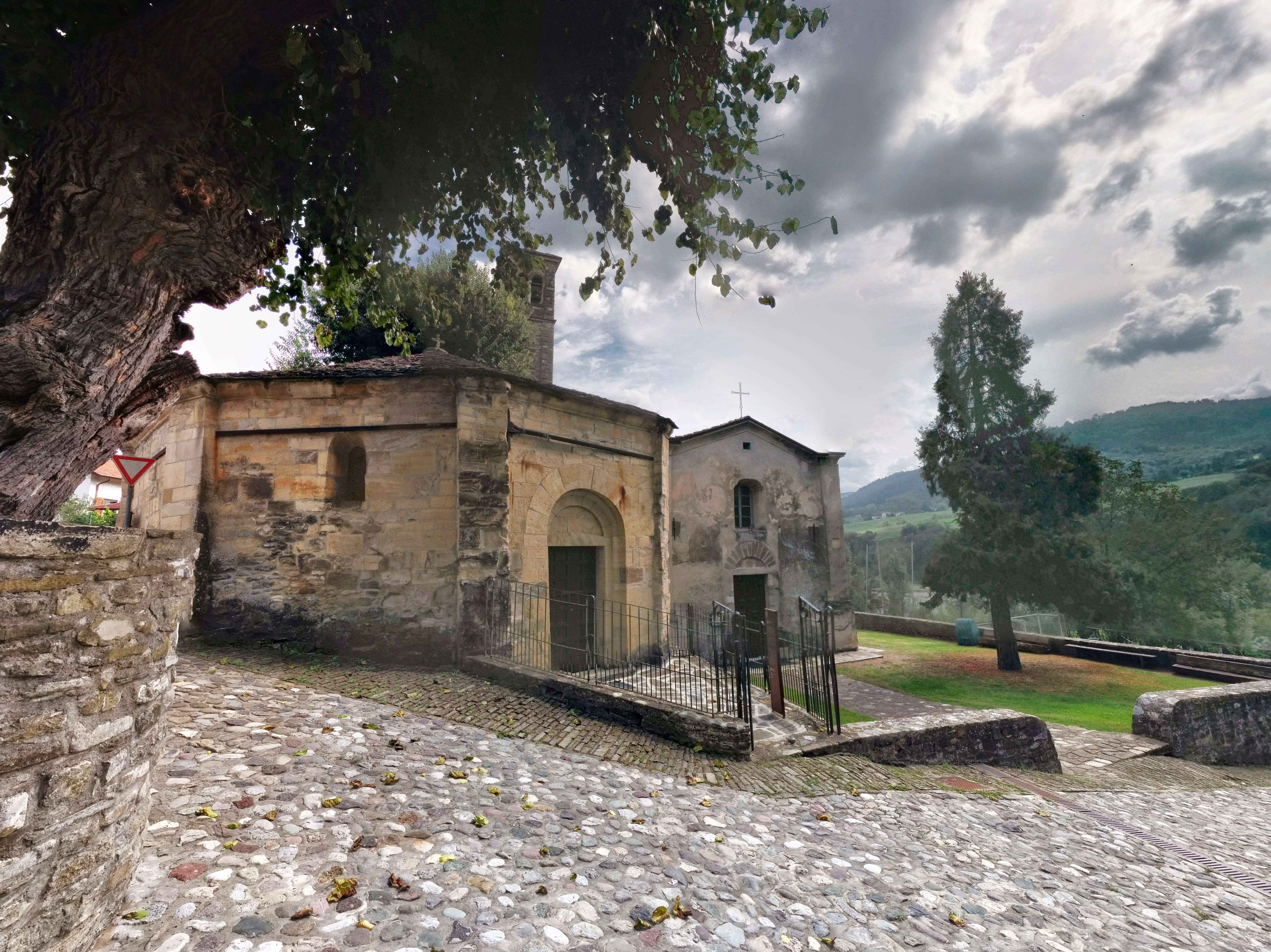
Battistero e pieve di Serravalle

Il borgo ospita anche la chiesa di San Martino, edificata originariamente in stile romanico nel 1453, ma completamente ricostruita nelle attuali forme barocche tra il 1725 e il 1769; il luogo di culto si sviluppa su un'unica navata affiancata da tre cappelle, tra cui quella dedicata al Santo Rosario, pregevolmente affrescata dal pittore Giuseppe Peroni.

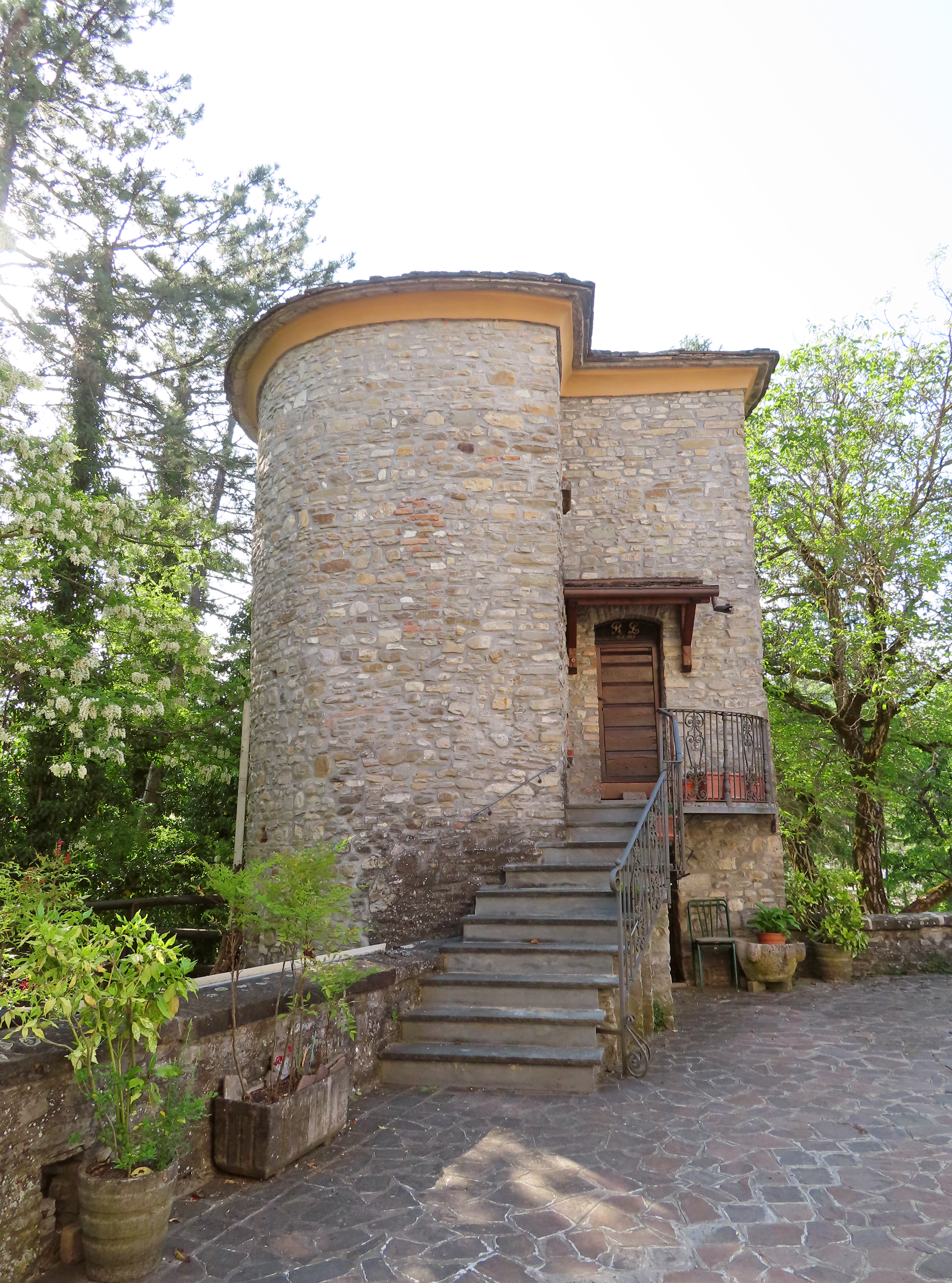
Torre del castello di Vianino

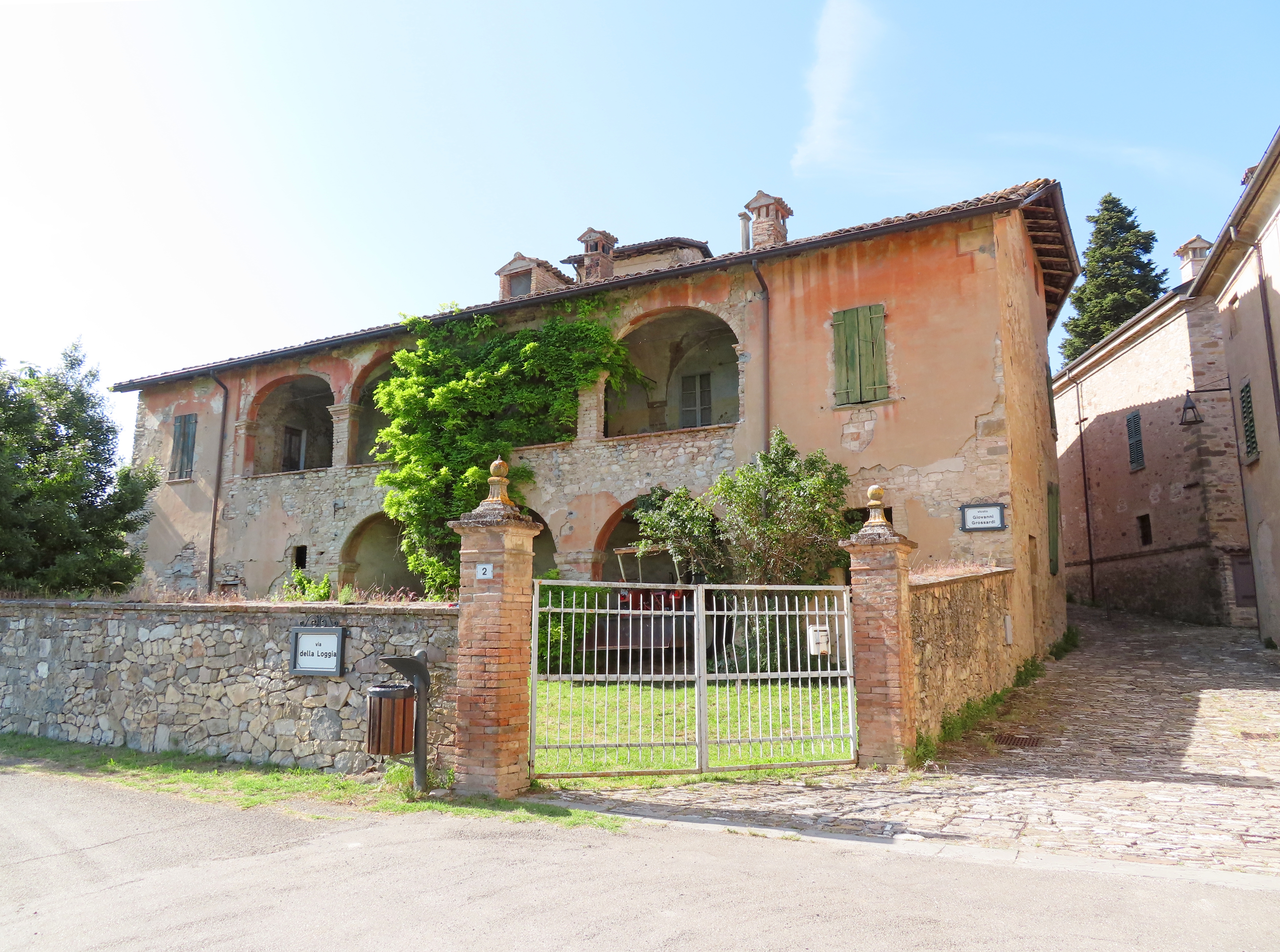
Casa Grossardi a Viazzano

Nella piccola frazione di Serravalle si trova l'antica pieve di San Lorenzo, edificata originariamente tra il X e l'XI secolo, ma ricostruita in seguito a un terremoto nel XIV secolo e ristrutturata tra il 1796 e il 1814. Di particolare pregio risulta il battistero adiacente, considerato il monumento religioso più antico di tutto il Parmense; il piccolo edificio a pianta ottagonale, rivestito interamente in conci squadrati di arenaria, è decorato sugli spigoli esterni con lesene, cui corrispondono all'interno quattro semicolonne alternate ad altrettanti pilastri; uno dei capitelli è arricchito da due sculture raffiguranti un volto e un uccello, dai tratti antelamici; l'altare marmoreo poggia su due piedritti di reimpiego risalenti all'età longobarda, ornati con bassorilievi.
Nell'antico borgo di Vianino si trova una torre medievale, unica superstite del castello eretto nel X secolo e appartenuto a numerose importanti casate del Parmense.

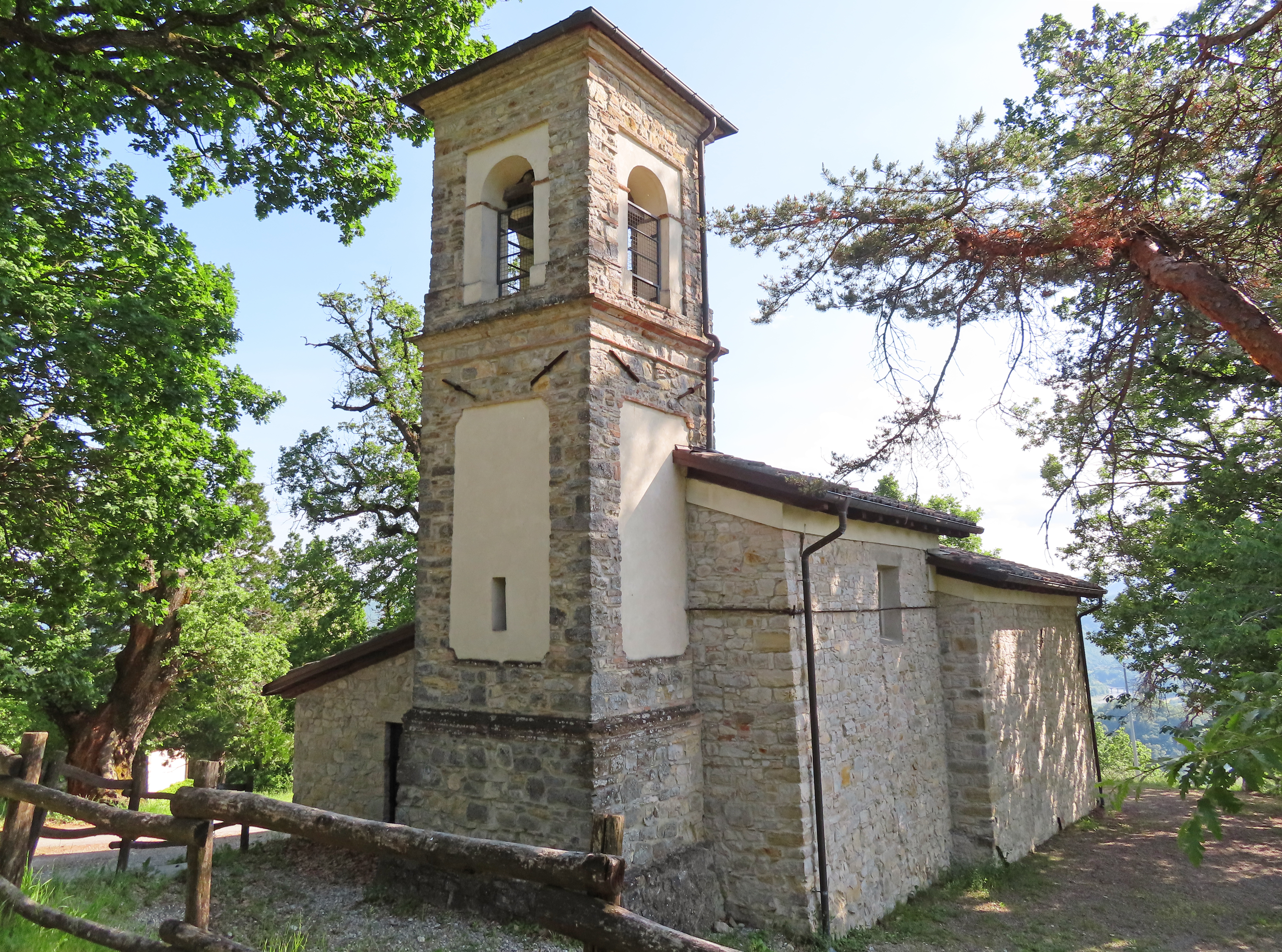
Chiesa di San Pietro a Riviano

La frazione di Viazzano conserva numerose case-torre d'epoca medievale, alcuni palazzi rinascimentali e la chiesa neoclassica di Sant'Ilario, d'origine duecentesca.
Nella piccola frazione di Riviano, sede nel XIII secolo di un castrum fortificato, si trova ancora la seicentesca chiesa di San Pietro, contenente la cappella della Madonna dei baler, o Madonna delle castagne bollite.
Il borgo di Montesalso, sede di un castello distrutto alla fine del XIII secolo, conserva la chiesa di San Prospero, costruita in epoca medievale ma ristrutturata in stile neoclassico nel 1762.

## Società

### Evoluzione demografica
Abitanti censiti

## Cultura

### Musei
A Varano ha sede dal 2018 la Dallara Academy, museo polifunzionale dell'automobilismo annesso alla sede della Dallara.

## Geografia antropica

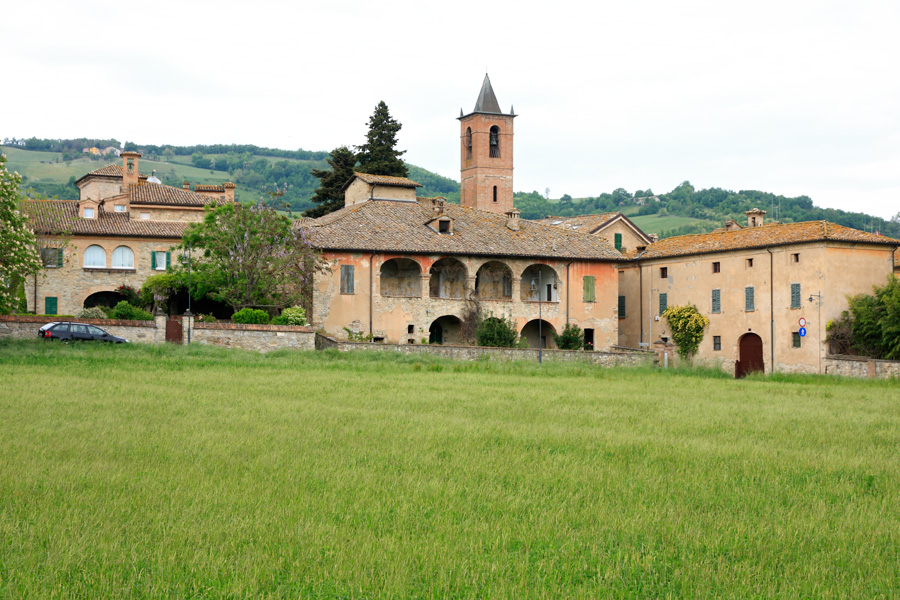
La frazione di Viazzano

### Frazioni
Al Monte, Bertinelli, Boccolo, Boschi, Case Rosse, Case Turni, Faeto, Fontanelle, Gallo, Il Monte, Le Aie, Legnago, Maneia, Mazzini, Molino, Montesalso, Ombasini, Pagano, Pecorini, Pianelli, Piani Riva, Ponte Dordia, Ponte Vetrioni, Pradarolo, Riviano, Scarampi, Serravalle, Vianino, Viazzano, Volta.

## Amministrazione
Di seguito è presentata una tabella relativa alle amministrazioni che si sono succedute in questo comune.
| Periodo          | Periodo          | Primo cittadino           | Partito | Carica      | Note   |
| ---------------- | ---------------- | ------------------------- | --- | ----------- | ------ |
| 11 luglio 1988   | 11 giugno 1993   | Giorgio Bonzani           | Democrazia Cristiana | Sindaco     | [ 25 ] |
| 11 giugno 1993   | 28 aprile 1997   | Cirillo Carra             | Democrazia Cristiana | Sindaco     | [ 25 ] |
| 28 aprile 1997   | 14 maggio 2001   | Cirillo Carra             | centro-sinistra (L'Ulivo)                                                                                                 | Sindaco     | [ 25 ] |
| 14 maggio 2001   | 29 novembre 2004 | Mario Gherardi            | centro-sinistra (L'Ulivo, PDS)                                                                                            | Sindaco     | [ 25 ] |
| 21 dicembre 2004 | 5 aprile 2005    | Franco Zasa               | | Comm. pref. | [ 25 ] |
| 5 aprile 2005    | 30 marzo 2010    | Luigi Bassi               | Democratici di Sinistra (dal 2007 Partito Democratico)                                                                    | Sindaco     | [ 25 ] |
| 30 marzo 2010    | 31 maggio 2015   | Luigi Bassi               | Partito Democratico | Sindaco     | [ 25 ] |
| 1º giugno 2015   | 24 ottobre 2024  | Giuseppe Restiani         | lista civica "Guardando al futuro", sostenuta da Lega Nord, Forza Italia, Fratelli d'Italia - Alleanza Nazionale e civici | Sindaco     | [ 25 ] |
| 25 ottobre 2024  | in carica        | Adriano Eustachio Coretti | | Comm. pref. | [ 25 ] |

## Sport
Nel suo territorio sorge l'Autodromo Riccardo Paletti, circuito per automobilismo e motociclismo.
In ambito sportivo-dilettantistico nasce nel 1975 la società USD Varanese.